# Соф'ян Діоп
Соф'ян Діоп (фр. Sofiane Diop, нар. 9 червня 2000, Тур) — французький футболіст, півзахисник клубу «Ніцца».
Виступав, зокрема, за клуби «Монако» та «Сошо», а також юнацьку збірну Франції.

## Клубна кар'єра
Народився 9 червня 2000 року в місті Тур. Вихованець юнацьких команд футбольних клубів «Тур», «Шамбре» та «Ренн».
У дорослому футболі дебютував 2017 року виступами за команду «Ренн 2», в якій провів один сезон, взявши участь у 10 матчах чемпіонату. 
Протягом 2018—2019 років захищав кольори клубу «Монако-2».
Своєю грою за останню команду привернув увагу представників тренерського штабу клубу «Монако», до складу якого приєднався 2018 року. Відіграв за команду з Монако наступний сезон своєї ігрової кар'єри.
У 2019 році розпочав виступи за «Сошо», у складі якого провів наступний рік своєї кар'єри гравця на правах оренди. 
До складу клубу «Монако» повернувся 2020 року. Станом на 11 серпня 2021 року відіграв за команду з Монако 33 матчі в національному чемпіонаті (після повернення з оренди).

## Виступи за збірні
У 2019 році дебютував у складі юнацької збірної Франції (U-20), загалом на юнацькому рівні взяв участь у 2 іграх, відзначившись 3 забитими голами.